# Ling Chen (Autorin)
Ling Chen (chinesisch 凌晨, Pinyin Líng Chén; * 1972) ist eine chinesische Schriftstellerin.

## Bibliographie (Auswahl)
- 信使, xìnshǐ [„Bote“], zweiter Platz beim Galaxy Award 1995.[2]
- 猫, māo [„Katze“],veröffentlicht im Jahr 1997, ausgezeichnet mit dem Galaxy Award 1998.[2]
- 潜入贵阳, qiánrù guìyáng [„Nach Guiyang schleichen“], Leserpreis beim Galaxy Award 2004.[2]
- 应龙, yīng lóng [„Antwort des Drachen“], veröffentlicht im Jahr 2007.
- 铂戒, bó jiè [„Platinring“], veröffentlicht im Jahr 2007.
- Der neue Tag, Originaltitel „The New Day“, veröffentlicht in „New Science Fiction“ im Januar 2011, auf Deutsch erschienen in der Anthologie Quantenträume, ISBN 978-3-453-31904-2.
- 泰坦的故事, tàitǎn de gùshì [„Titangeschichte“], veröffentlicht im Jahr 2013.